# Jean Vérame
Jean Vérame (* 30. November 1939 in Gent) ist ein französischer Künstler belgischen Ursprungs, der in Frankreich lebt.

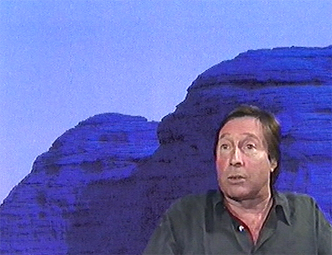
Jean Vérame (1995)

## Leben
Jean Vérame befasst sich als Maler und Bildhauer mit der Dimension der Landschaft und der Entwicklung der Nomadenkunst der ganzen Welt. Seine Eingriffe in die Landschaft nehmen Bezug auf lokale Kunstformen und seine Werke sind deren Weiterentwicklung.
Jean Vérame sammelte und bemalte 1965 tausend Steine am Strand von Cap Ferrat, 1967 errichtete er Schieferpyramiden in den Bergen des Départements Alpes-Maritimes und Kiesberge in der Region Pyrénées Orientales. 1968 errichtete er mit Steinberge bei Mouton Anu (Département Alpes-Maritimes) und Kristallfelsen in den Bergen von Castelet (Département Alpes-Maritimes).
Zwischen 1970 und 1974 bemalte er einen Kilometer Felswände und Kieselstrände eines Flussbetts in den Cevennen sowohl oberhalb als auch unterhalb der Wasserlinie. Im Jahr 1976 bemalte er 2½ Kilometer der Küste am Désert des Agriates auf Korsika.
Im Jahr 1978 richtete er 17 von ihm blau bemalte Steine in einem Canyon bei Amarillo in Texas und erkundete die Wildnis auf der Sinai-Halbinsel. 1979 bemalte er sieben Granitsteine auf einer Wiese in der Normandie mit Zeichen und Markierungen. In den Jahren 1980 bis 1981 bemalte Verame in der Wüste des Sinai sowie auf dem Plateau des Hallaoui in Ägypten zwölf Zonen, die sich auf über 80 km² verteilen.

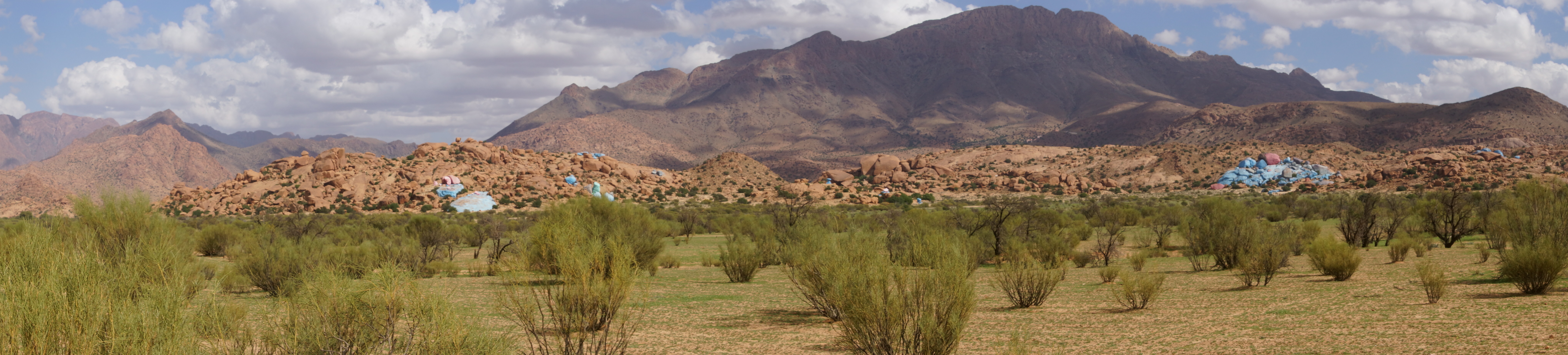
Die blauen Felsen bei Tafraoute in Marokko

Im Jahr 1984 führte er in der Nähe von Tafraoute in Marokko in einer Höhe von 1200 Metern über Normalnull eine mehrdimensionale Arbeit in unterschiedlichen Größen auf dem Granitgestein des Anti-Atlas aus. Diese Installation wird gemeinhin als blaue Felsen bezeichnet. Im Jahr 1985 bemalte er die Leinwand, die das Musée d’Orsay während der Restaurierung abdeckte.
Im Jahr 1987 errichtete er 47 Steine am Fuße der Alpilles in Saint-Rémy-de-Provence. Im Jahr 1989 führte eine mehrdimensionale Arbeit im Tibesti-Massiv im Norden des Tschad aus. Im Jahr 1992 verankerte er vier in der Bretagne bemalte Boote auf dem See vor der Abtei von Saint-Maurice.
Im Jahr 1996 erstellte er eine beleuchtete Glasmalerei für die Stadthalle von Meaux und 2007 Glasmalereien in Marseille.

## Publikationen
- 1984: "Jean Verame, Espaces, Visions Autres", Gérard Durozoi, Photos Manuel Litran, Éditions César Rancilio
- 1989: Jean Vérame, Tibesti : le désert et la couleur, Text von Pascal Bonafoux, Fotografien von Jean-Claude Francolon über Jean Vérame, Skira, Genève
- 2000: Les Déserts de Jean Vérame, Augustin Berque, Skira, Milan
- 2008: Dessins de Jean Vérame, texte de Gilbert Lascault. Éd. du Félin